# Lord of the Lost
A Lord of the Lost egy német együttes, amely 2012-ben alakult Hamburgban. Ők képviselték Németországot a 2023-as Eurovíziós Dalfesztiválon, Liverpoolban, a Blood & Glitter című dallal, ahol a huszonhatodik, utolsó helyen végeztek.

## Történet
A Lord of the Lostot Chris Harms alapította 2007-ben.

## Tagok
- Chris Harms (The Lord)
- Klaas Helmecke (Class Grenayde) (2008-tól)
- Gerrit Heinemann (Gared Dirge) (2010-től)
- Niklas Kahl (2017-től)
- π (Pí) (2017-től)

## Korábbi tagok
- Sensai (2008–2010)
- Sebsta Lindström (2008–2011)
- Any Wayst (2008–2011)
- Christian „Disco“ Schellhorn (2012–2014)
- Borislav Crnogorac (Bo Six) (2009–2016)
- Tobias Mertens (2014–2017)

## Diszkográfia

### Stúdióalbumok
- Fears (2010)
- Antagony (2011)
- Die Tomorrow (2012)
- From the Flame into the Fire (2014)
- Empyrean (2016)
- Thornstar (2018)
- Judas (2021)
- Blood & Glitter (2022)

### Kislemezek
- 2009: "Dry the Rain"
- 2011: "Sex On Legs"
- 2012: "Die Tomorrow"
- 2013: "See You Soon"
- 2014: "Afterlife"
- 2014: "La Bomba"
- 2014: "Six Feet Underground"
- 2016: "The Love of God"
- 2017: "Waiting for You to Die"
- 2017: "Lighthouse"
- 2017: "The Broken Ones"
- 2018: "On This Rock I Will Build My Church"
- 2018: "Morgana"
- 2019: "Loreley"
- 2019: "Voodoo Doll"
- 2020: "A One Ton Heart"
- 2020: "A Splintered Mind"
- 2020: "Dying On the Moon" (feat. Joy Frost)
- 2021: "The Death of All Colours"
- 2021: "Priest"
- 2021: "For They Know Not What They Do"
- 2022: “Not My Enemy”
- 2022: “Blood & Glitter”